# Gunnar Grubb
Johan Gunnar Grubb, född 9 juli 1884 i Ljusdals socken, död där 17 december 1971, var en svensk militär och gymnastiklärare.
Gunnar Grubb var son till järnhandlaren Johan Anders Grubb. Grubb avlade mogenhetsexamen i Gävle 1904, blev underlöjtnant vid Södermanlands regemente 1907, löjtnant 1914 och sedan han 1920 övergått på reservstad 1923 kapten. 1934 tog han avsked från det militära. Grubb genomgick 1911–1914 Gymnastiska Centralinstitutet, var från 1923 gymnastiklärare vid Högre realläroverket å Norrmalm och från 1930 även gymnastikinspektör vid Stockholms folkskolor. Han var 1919–1923 expeditionssekreterare i Sveriges olympiska kommitté och 1919–1924 kamrer i Svenska gymnastik- och idrottsföreningarnas riksförbunds kansli. På 1930-talet och senare verkade han på flera poster inom Sveriges och Stockholms idrotts- och gymnastikorganisationer, särskilt skolungdomens. Han utgav bland annat Gymnastiska dagövningar för folkskolans gossklasser 3–8 (1932), publicerade uppsatser i fackpressen samt höll föredrag och ledde idrottskurser. Grubb företrädde en modifierad form av linggymnastik.